# FC Ararat-Armenia
El Football Club Ararat-Armenia (en armenio: Ֆուտբոլային Ակումբ Արարատ-Մոսկվա Երևան) es un equipo de fútbol de Armenia que juega en la Liga Premier de Armenia, la primera división de este país.

## Historia
Fue fundado en el año 2017 en la capital Ereván con el nombre FC Avan Academy por Ruben Hayrapetyan con jugadores recién salidos de la academia del Pyunik FC. En julio de 2017 disputaron su primer partido oficial ante el Erebuni FC, el cual fue una victoria por marcador de 3-1.
A principios de 2018, el club fue comprado por el empresario armenio-ruso Samvel Karapetyan, quien cambió su nombre por Ararat-Moskva. El club se reorganizó posteriormente como el FC Ararat Moscú y fue inscrito en la Segunda División de Rusia, de la que se proclamó campeón del grupo «Centro». Sin embargo, se negó el certificado para la siguiente temporada que debía competir en la Liga Nacional de Fútbol de Rusia.
El club regresó a Armenia y fue renombrado, nuevamente, esta vez a Ararat-Armenia, y participará en la Premier League con este nombre tras recibir una licencia. Administrado por Artak Oseyan, el club jugó en la competencia de la Primera Liga de Armenia 2017–18.

## Palmarés
- Liga Premier de Armenia: 2

2018-19, 2019-20
- Copa de Armenia: 1

2023-24
- Supercopa de Armenia: 2

2019, 2024

## Participación en competiciones de la UEFA
| Temporada | Torneo                        | Ronda         | Club                | Casa | Visita | Global       |
| --------- | ----------------------------- | ------------- | ------------------- | ---- | ------ | ------------ |
| 2019-20   | UEFA Champions League         | Primera ronda | AIK                 | 2–1  | 1–3    | 3–4          |
| 2019-20   | UEFA Europa League            | Segunda ronda | Lincoln Red Imps    | 2–0  | 2–1    | 4–1          |
| 2019-20   | UEFA Europa League            | Tercera ronda | Saburtalo Tbilisi   | 1–2  | 2–0    | 3–2          |
| 2019-20   | UEFA Europa League            | Play-Off      | F91 Dudelange       | 2–1  | 1–2    | 3–3 (4:5 p.) |
| 2020-21   | UEFA Champions League         | Primera ronda | Omonia Nicosia      | 0–1  | –      | 0–1 (t. s.)  |
| 2020-21   | UEFA Europa League            | Segunda ronda | Fola Esch           | 4–3  | –      | 4–3 (t. s.)  |
| 2020-21   | UEFA Europa League            | Tercera ronda | Celje               | 1–0  | –      | 1–0 (t. s.)  |
| 2020-21   | UEFA Europa League            | Play-Off      | Estrella Roja       | 1–2  | –      | 1–2          |
| 2022-23   | UEFA Europa Conference League | Segunda ronda | Paide Linnameeskond | 0-0  | 0-0    | 0-0 (3-5 p)  |
| 2023–24   | UEFA Europa Conference League | Primera ronda | Egnatia             | 1–1  | 4–4    | 5–5 (4–2 p)  |
| 2023–24   | UEFA Europa Conference League | Segunda ronda | Aris Thessaloniki   | 1–1  | 0–1    | 1–2          |
| 2024–25   | UEFA Conference League        | Segunda ronda | Zimbru Chișinău     | 3–1  | 3–0    | 6–1          |
| 2024–25   | UEFA Conference League        | Tercera ronda | Puskás Akadémia     | 0–1  | 3–3    | 3–4          |